# Alfa (vydavatelství)
Alfa bylo slovenské vydavatelství vědecké, technické a ekonomické literatury v letech 1967 až 1993.
Vzniklo v roce 1967 ze Slovenského vydavateľstva technickej literatúry. Spolupracovalo s pražským Státním naklatelstvím technické literatury a s obdobnými vydavatelstvími v socialistických zemích (zejména NDR, SSSR, Polsko a Maďarsko), ale i NSR a USA. Vydávalo odborné publikace i časopisy (Urob/Udělej si sám), učebnice pro vysoké školy a odborné školy, skripta a známé bylo zejména naučnými slovníky (např. Elektrotechnický náučný slovník) a četnými odbornými překladovými slovníky.
Zaniklo koncem roku 1993 z finančních důvodů, posledním dílem už rozpadající se redakce bylo vydání dvousvazkového překladového Nemecko-slovenského technického slovníka (1993) sestaveného kolektivem 80 odborníků.